# 구스타보 산타올라야

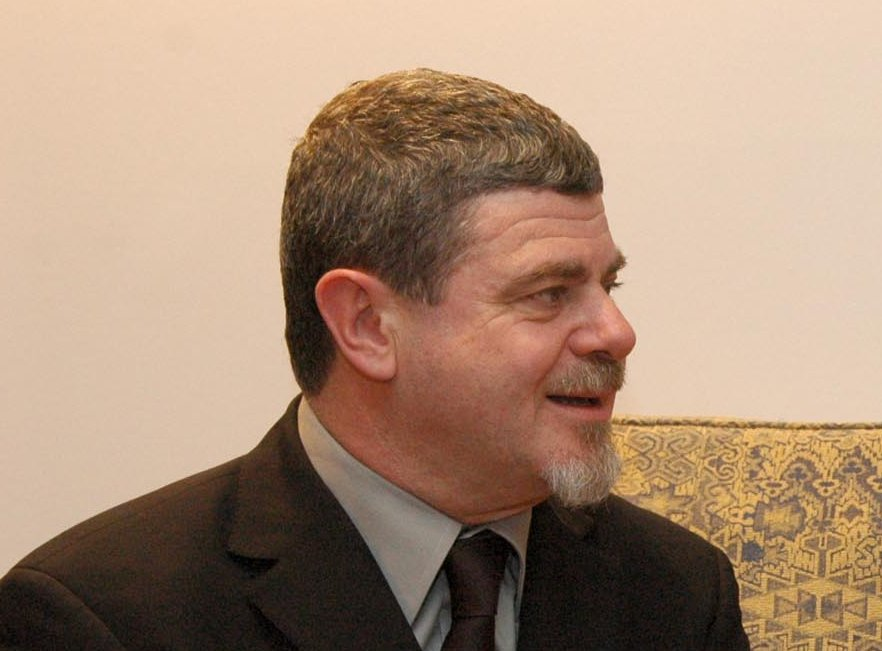
2007년 3월 모습

구스타보 산타올라야(Gustavo Santaolalla, 본명: Gustavo Alfredo Santaolalla, 1951년 8월 19일 ~ )는 아르헨티나의 음악가, 작곡가, 레코드 프로듀서이다.

## 참여 작품
- 인사이더 (영화)
- 아모레스 페로스
- 21그램
- 모터싸이클 다이어리
- 노스 컨츄리
- 브로크백 마운틴
- 패스트푸드 네이션
- 바벨 (2006년 영화)
- 인투 더 와일드 (영화)
- 마이 블루베리 나이츠
- 나는 비와 함께 간다
- 운명의 산 낭가 파르밧
- 비우티풀
- 도비 가트 (영화)
- 온 더 로드 (영화)
- 더 라스트 오브 어스
- 어거스트: 가족의 초상
- 마놀로와 마법의 책
- 와일드 테일즈: 참을 수 없는 순간
- 비포 더 플러드 (영화)
- 더 라스트 오브 어스 파트 II
- 핀치 (영화)
- 마야와 3인의 용사
- 더 라스트 오브 어스 (드라마)